# Srubec
Srubec é uma comuna checa localizada na região da Boêmia do Sul, distrito de České Budějovice.